# Maria Zeferina Baldaia
Maria Zeferina Rodrigues Baldaia (Nova Módica, 29 de agosto de 1972), é uma maratonista profissional brasileira.

## Origem
Maria Zeferina trabalhou como doméstica e ajudante geral em uma indústria de Sertãozinho. Seu último trabalho antes de começar a correr foi como bóia-fria nos canaviais de Sertãozinho.

## Atleta
Disputou duas edições da São Silvestre. Em 2000, ficou em 11º lugar, sendo a 7ª na classificação geral. Em 2001, venceu a prova, tornando-se a terceira atleta brasileira a vencer a corrida. No mesmo ano, venceu também a Volta Internacional da Pampulha, em Belo Horizonte. No ano seguinte, em 2002, venceu a Corrida de Reis em Cuiabá-MT, sendo até hoje a recordista desta prova, com o tempo de 34’15”.
Em 2008, venceu a Meia Maratona do Rio de Janeiro e a Maratona Internacional de São Paulo.
Em 2009, ficou em terceiro lugar na Corrida de Reis, sendo a melhor brasileira colocada na corrida.

## Política
Filiada ao PSDB, disputou em 2008, as eleições municipais na cidade de Sertãozinho, tendo sido eleita no cargo de vereadora para a legislatura 2009–2012.

## Documentário
Em 2012, foi lançado o documentário Maria, de Marcella Aranda, Flaviane Silos, Junior Angeloti e Magali Aranda, no qual a atleta conta sua história, desde a chegada de sua família no interior de São Paulo até a sua vitória na São Silvestre.